# ایجویل
ایجویل (به فرانسوی: Ageville؛ تلفظ فرانسوی: [aʒvil]) یک کمون در دپارتمان اوت-مارن ناحیه گرانت است است که در شمال‌شرق فرانسه واقع شده‌است.

## خصوصیات
ایجویل ۱۹٫۵۵ کیلومترمربع مساحت و ۳۰۷ نفر جمعیت دارد و ۳۹۵ متر بالاتر از سطح دریا واقع شده‌است.